# Polymixis pumicosa
Polymixis pumicosa là một loài bướm đêm trong họ Noctuidae.